# Ami Boué
Ami Boué (Hamburg, 16. ožujka 1794. – Beč, Austro-Ugarska, 21. studenog 1881.), bio je austrijski geolog, podrijetlom iz Njemačke, koji je odrastao i školovao se u rodnom Hamburgu, te u Genevi i Parizu.
Za vrijeme studija medicine na sveučilištu u Edinburghu, upoznao se s Robertom Jamesonom, čija su ga predavanja iz geologije i mineralogija toliko zainterisirala, da je odlučio da će to postati njegovo zanimanje. Boué je još za studija počeo voditi geološka istraživanja po raznim dijelovima Škotske i Hebridima. Po završetku studija 1817. naselio se u Parizu.
1820. objavio je  Essai géologique sur l'Ecosse, u kojem su vulkanske stijene po prvi put posebno i vrlo metodično opisane. Poduzeo je brojna studijska putovanja po Njemačkoj, Austriji i Južnoj Europi, proučavajući raznolike geološke formacije, i na taj način bio pionir geoloških istraživanja. Bio je i jedan od osnivača Francuskog geološkog društva (Société Géologique de France) 1830., i jedan od predsjednika tog društva 1835. Od 1841. naselio se u Beču, i uzeo austrijsko državljansvo.
Carska Akademija znanosti iz Beča objavila je njegove najvažnije radove iz geologije balkanskih zemalja (1859. – 1870.). Boué je osobno obavio Mémoires géologiques et paléontologiques (Pariz, 1832.) i znanstvenu studiju La Turquie d'Europe (Pariz, 1840.), u kojoj je znanstveno iznio svoja geografska, geološka i prirodoslovna zapažanja po svojim putovanjima po tadašnjim turskim zemljama juga Europe. U ovoj studiji obrađeni su dijelovi Bosne, Srbije, Crne Gore, Albanije, Makedonije, Bugarske i Grčke i to ne samo s geološkog, već i za geografskog, prirodoslovnog (flora i fauna) etnografskog, gospodarskog i povijesnog stanovišta.
1849. on je objavio prvu etnografsku kartu turskih zemalja Balkanskog poluotoka.
Po njemu se danas zovu ulice u Beču, Budimpešti i Sofiji.

## Vanjske poveznice
- Bibiografija Ami Bouéa iz kataloga Deutschen Nationalbibliothek
- Digitalizirani radovi Ami Bouéa iz Service de la documentation University of Strasbourg